# Tanganikallabes
Tanganikallabes es un género de peces actinopeterigios de agua dulce, distribuidas todas las especies como endemismos del lago Tanganica (África).

## Especies
Existen tres especies reconocidas en este género:
- Tanganikallabes alboperca Wright y Bailey, 2012
- Tanganikallabes mortiauxi Poll, 1943
- Tanganikallabes stewarti Wright y Bailey, 2012